# Alyssomyia
Alyssomyia is een vliegengeslacht uit de familie van de roofvliegen (Asilidae).

## Soorten
- A. brevicornis (Philippi, 1865)
- A. bulbosa Artigas, 1970
- A. frayleana Artigas & Parra, 2006
- A. limariensis Artigas & Parra, 2006
- A. misera Artigas, 1973
- A. pampina Artigas, 1970
- A. quinquemaculata Artigas, 1973